# Valentín Rasputin
Valentín Grigórievitx Rasputin, rus: Валенти́н Григо́рьевич Распу́тин (districte d'Ust-Udà, 15 de març de 1937 – Moscou, 14 de març de 2015) fou un escriptor rus. Va néixer i va viure gran part de la seva vida a l'óblast d'Irkutsk, a l'est de Sibèria. Les obres de Rasputin representen personatges urbans desarrelats i la lluita per la supervivència d'estils de vida rurals tradicionals, abordant qüestions complexes de l'ètica i el renaixement espiritual.

## Biografia
Nascut, el 15 de març de 1937, el pare de Valentín Rasputin treballava en una cooperativa del poble i la seva mare era infermera. Poc després del seu naixement, la família Rasputin es va traslladar el poble d'Atalanka del districte d'Ust-Udà, on Rasputín va passar la seva infància. No guarda cap relació amb el confident tsarista Grigori Rasputin.
Quan Rasputin va acabar l'escola primària de 4 anys a Atalanka, el 1948, els seus pares van enviar el nen precoç a una escola secundària i després, al districte centre, Ust-Udà, a uns 50 km de distància del seu poble natal. Va ser el primer noi del seu poble en continuar la seva educació d'aquesta forma.
Rasputin es va graduar per la Universitat Estatal d'Irkutsk el 1959, i va començar a treballar per a diaris del Komsomol a Irkutsk i Krasnoiarsk. El 1961 publicaria el seu primer conte.
Un punt important en la primera etapa de la carrera literària de Rasputin va ser un seminari de joves escriptors el setembre de 1965 a Txità liderat per Vladímir Txivilihin, que va esperonar a les aspiracions literàries del jove escriptor i on li van recomanar fer-se membre de la prestigiosa Unió d'Escriptors Soviètics. Des de llavors Rasputin ha considerat Txivilihin el seu «padrí literari».
El 1967, després de la publicació dels seu llibre Dengui dlia Mari [«Diners per a Maria»], Rasputin va ser admès a la Unió d'Escriptors Soviètics. Durant les pròximes tres dècades, va publicar diverses novel·les, moltes de les quals van gaudir d'una gran acceptació tant per part del públic com de la crítica.

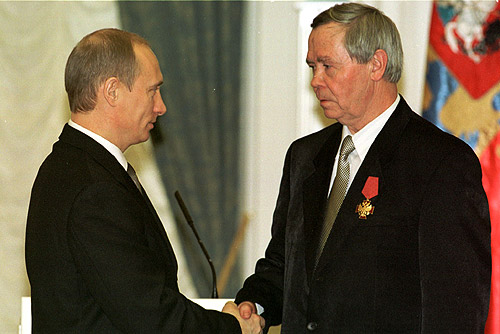
Rasputin, condecorat amb l'Orde al Mèrit per la Pàtria pel president Vladímir Putin, el 2002.

El 1980, després d'investigar la batalla de Kulikovo durant dos anys, Rasputin va ser batejat per un sacerdot ortodox a la rodalia de Ielets.
L'obra literària de Rasputin està estretament relacionada amb el seu activisme en temes socials i ambientals. Al llarg dels anys 1970 i 1980 Rasputin, anomenat per alguns com la principal figura del «lobby ambiental siberià», va prendre part activa en la campanya per a la protecció del Baikal i contra la desviació d'aigua dolça de Sibèria a les repúbliques de l'Àsia central. En la dècada de 1990 va participar en el moviment d'oposició nacionalista. Després d'haver passat la major part de la seva vida adulta a Irkutsk, Rasputin va seguir sent una de les figures intel·lectuals més destacades d'aquesta ciutat siberiana.
Van convidar Rasputin a molts esdeveniments de la ciutat d'Irkutsk, incloent les inauguracions dels monuments al tsar Alexandre III, al dramaturg Aleksandr Vampílov i l'almirall Koltxak. També va organitzar una conferència de lectors a la Biblioteca Científica Central d'Irkutsk, després anomenada Moltxànov-Sibirski.
La filla de Rasputin Maria va morir en l'estavellament del vol 778 de S7 Airlines de 2006, i la seva dona va morir sis anys després. Valentín Rasputin va morir a Moscou el 14 de març de 2015, pocs dies del seu 78è aniversari.

## Obres seleccionades
No s'ha traduït cap obra de Valentín Rasputin al català.
- Василий и Василиса [«Vasili i Vasilissa»], 1966, novel·la curta
- Деньги для Марии, Dengui dlia Mari [«Diners per a Maria»], 1967, novel·la curta
- Последний срок [«El darrer termini»], 1970, novel·la curta
- Живи и помни, Jivi i pomni [«Viu i recorda»], 1974, novel·la curta (Premi Estatal de l'URSS de 1977)
- Прощание с Матёрой, Prosxànie s Matioroi [«L'adéu a Matiora»], 1976, novel·la curta
- Век живи - век люби [«Mentre visquis, estima»], 1982, contes
- Пожар [«Foc»], 1985, novel·la curta (Premi Estatal de l'URSS de 1987)
- Сибирь, Сибирь [«Sibèria, Sibèria»], 1991, assajos
- Дочь Ивана, Мать Ивана [«Filla d'Ivan, mare d'Ivan»], 2003, novel·la curta

## Premis i reconeixements
- Premi Stalin, 1977. El premi va ser atorgat per la seva novel·la Jivi i pomni [«Viu i recorda»], el protagonista de la qual és un desertor del Front Oriental de la Segona Guerra Mundial.
- Orde de Lenin, 1984
- Palmarès Global dels 500 del PNUMA, 1988.
- Premi Soljenitsin, 2000